# Mijo Tunjić
Mijo Tunjić (Gradačac, 24 februari 1988) is een Nederlands voetballer van Bosnisch-Kroatische komaf die als aanvaller speelt.
Tunjić werd geboren als zoon van Bosnische-Kroaten in Gradačac. Hij begon in de jeugd bij AGOVV, TSV Wäldenbronn en Stuttgarter Kickers waar hij samen met zijn broer Antonio (nu TSG Young Boys Reutlingen) speelde. Hij debuteerde in het seizoen 2008/09 voor Stuttgarter Kickers in de 3. Liga (6 wedstrijden, 2 doelpunten). In het seizoen 2009/10 brak hij door en scoorde bij de gedegradeerde ploeg 19 doelpunten in 32 wedstrijden waarmee de Kickers weer promoveerde en hij topscorer werd in de Regionalliga Süd. In de zomer van 2010 ging hij naar SpVgg Unterhaching dat ook in de 3. Liga speelt. Vervolgens vertrok de Bosnische Kroaat naar FC Rot-Weiß Erfurt. In 2014 verkaste Tunjić naar SV Elversberg.